# Use Your Fingers
Use Your Fingers — дебютный студийный альбом американской группы Bloodhound Gang, изданный 18 июля 1995 года на лейбле Cheese Factory Records. Некоторые песни перезаписаны с более ранних версий демозаписи. На сегодняшний день альбом разошёлся тиражом 250 000 копий.

## Об альбоме
В марте 1995 года Bloodhound Gang подписали новый контракт с Columbia Records и выпустили свой первый полный альбом под названием «Use Your Fingers». У группы началось турне по Соединенным Штатам, но, для формирования новой рэп-группы «Wolfpac», команду покидают Дэдди Лонг Легз и M.S.G. Басист Эвил Джаред Хассельхофф и диджей Tard-E-Tard присоединяются к группе в качестве замены. После окончания турне контракт с Columbia Records был расторгнут, и из группы ушли барабанщик Скип Опоттумас и Tard-E-Tard. Им на замену пришли ударник Спанки Джи и диджей Кю-Болл.

## Список композиций
1. «Rip Taylor Is God» — 1:23
2. «We Are the Knuckleheads» — 2:39
3. «Legend in My Spare Time» — 3:05
4. «B.H.G.P.S.A.» — 0:22
5. «Mama Say» — 2:59
6. «Kids in America» — 4:23
7. «You’re Pretty When I’m Drunk» — 3:56
8. «The Evils of Placenta Hustling» — 0:19
9. «One Way» — 3:05
10. «Shitty Record Offer» — 0:58
11. «Go Down» — 2:26
12. «Earlameyer the Butt Pirate» — 0:11
13. «No Rest for the Wicked» — 2:50
14. «She Ain’t Got No Legs» — 2:28
15. «We Like Meat» — 0:04
16. «Coo Coo Ca Choo» — 2:36
17. «Rang Dang» — 3:02
18. «Nightmare at the Apollo» — 0:56
19. «K.I.D.S. Incorporated» — 2:20
20. «Bloodhound Sex Scene» — 0:47

## Состав
- Джимми Поп — вокал
- Daddy Long Legs — вокал, бас-гитара, клавишные
- Skip O' Pot2Mus — барабаны, бэк-вокал
- M.S.G. — скретчинг, бэк-вокал
- Lüpüs Thünder — гитара, бэк-вокал

Также, в записи принимали участие приглашённые музыканты и артисты. Например, американский комик Рип Тейлор озвучил первую композицию, названную в его честь.